# Francesco Durante
Francesco Durante   (Frattamaggiore, 31 de març de 1684 - Nàpols, 30 de setembre de 1755) fou un compositor i professor de música italià.
Primer estudià en el Conservatori dei Poveri di Giesù Cristo, sota la direcció de Gaetano Greco i després en morir el seu pare, anà a estudiar al Conservatori de Sant Onofre, de Nàpols on el seu oncle Angelo Durante n'era director i organista. Alguns autors diuen que després perfeccionà els estudis a Roma, però el marquès de Villarosa ho refusa en unes ben documentades memòries sobre els músics napolitans. De totes maneres, si Durante no anà a Roma, almenys estudià a fons les obres dels mestres romans i especialment les de Palestrina, car en les seves composicions s'hi nota aquesta robustesa característica d'aquella escola. Professor del Conservatori de Loreto, també de Nàpols, des de 1744 formà deixebles tant notables com Tommaso Scarlatti, Salvatore Perillo, Ignazio Fiorillo, Traetta, Giacomo Milano, Maggiore, Paisiello, Porta, Sacchini i Guglielmi. Dirigí la capella Palatina, en la que fou succeít per Giuseppe de Majo. Tot i que no va escriure mai cap òpera se'l considera un dels fundadors de l'escola napolitana d'òpera.
La música de Durante es distingeix per una harmonia vigorosa i brillant al mateix temps, i, sobretot, per l'hàbil disposició de les veus, que sempre es mouen sense cap mena de cotilla. La melodia és amb freqüència vulgar i encara més, trivial, però tals defectes desapareixen davant l'art amb què està desenvolupada.
Va compondre:
- oratoris (Abigaile, 1736),
- 11 misses a quatre i cinc veus,
- dos Credos també a quatre i cinc veus,
- 15 Salms a una, quatre, cinc i vuit veus,
- Sis Antífonas a una, dos, quatre i cinc veus,
- tres Himnes a tres i quatre veus,
- 18 Motets a una, dos, tres, quatre, cinc i vuit veus.

A més va escriure una cantata, 12 Madrigals, diverses sonates per a piano, quartets concertants per a corda i un mètode per a tocar el clavecí. i XI sofeggi a 2 voce.